# Ecteinascidia hedwigiae
Ecteinascidia hedwigiae är en sjöpungsart som beskrevs av Wilhelm Michaelsen 1918. Ecteinascidia hedwigiae ingår i släktet Ecteinascidia och familjen Perophoridae. Inga underarter finns listade i Catalogue of Life.